# Дом со львом
«Дом со львом» — крестьянский деревянный дом в селе Поповка Хвалынского района Саратовской области, получивший известность благодаря сохранившимся в нём росписям начала XX века. Росписи были обнаружены в 2009 году, а в 2013 в доме был открыт частный «Музей монументальной народной живописи „Дом со львом“».

## Росписи
Росписи занимают стены и потолок двух небольших комнат крестьянского дома, их общая площадь — около 80 м2. Организатор музея, искусствовед Юлия Терехова указывает, что росписи уникальны своими размерами и сохранностью, а также тем, что в Поволжье дома чаще украшали не росписями, а резьбой.
В одной из двух комнат дома стены окрашены в голубой цвет; одну из стен занимает изображение льва, лежащего на берегу ручья в окружении деревьев с птицами в ветвях. На этой же стене по другую сторону дверного проёма находится закрашенное изображение быка. На противоположной стене изображено большое дерево в кадке и поливающая его фигура, между окон — деревья и растения в кадках. В углу комнаты в верхней части стены изображены «Чудо Георгия о змие» и херувим (эти изображения подписаны, как на иконе). На потолке в двух похожих кругах изображены птица и человек с веткой в руке.
В другой комнате стены выкрашены розовой краской, на одной из стен изображён человек, пасущий гусей среди деревьев и растений с сидящими на них птицами.
Происхождение и значение росписей доподлинно не известны. Вероятно, лев, птица, человек в круге и закрашенный бык имеют отношение к символам четырёх евангелистов, а человек, пасущий гусей — возможно, святой Трифон. Предположительно, росписи были сделаны между 1905 и 1914 годами, когда дом принадлежал старообрядцам.

## История музея
В 2009 студенческая экспедиция Саратовского государственного университета обнаружила в Поповке деревянный дом с росписями начала XX века, уникальными по своей сохранности, размерам и качеству.
Дом находился под угрозой сноса, но в 2011 искусствовед из Санкт-Петербурга Юлия Терехова выкупила его у хозяев с намерением сохранить росписи. В 2012 проект музея народной живописи получил грант Благотворительного фонда В. Потанина, на его средства были сделаны сайт музея, макет дома, экспозиция с аудиогидом. В 2013 в Поповке был открыт частный «Музей монументальной народной живописи „Дом со львом“». В музее проходят волонтёрские лагеря, в 2014 на средства гранта Фонда Тимченко был построен небольшой культурный центр «Новый дом», позволивший проводить в селе выставки, лекции и различные мероприятия.
Одной из проблем музея был сильный износ деревянного дома. В 2013 новгородским реставратором Виктором Поповым был составлен проект реставрации дома (составление проекта было оплачено губернатором Саратовской области). В 2018 руководство музея открыло сбор средств на краудфандинговой платфороме Planeta.ru, что позволило собрать сумму более 700 тысяч рублей и начать первый этап реставрации. Сбор денег на второй этап реставрации стал одним из трёх первых, «пилотных» проектов «Фонда сохранения исторического наследия „Внимание“» Ильи Варламова.
В конце июля 2018 началась реставрация дома. Для её проведения была приглашена специализирующаяся на реставрации памятников деревянного зодчества фирма «Нагель», под руководством архитектора-реставратора высшей категории Антона Павловича Мальцева.
Следующий этап реконструкции, состоящий в реставрации обшивки и резьбы на фасаде дома, начался в октябре 2018.
К сентябрю 2019 года реставрация наружной части дома завершена. В ноябре 2019 года состоялось официальное открытие восстановленного уникального памятника культурного наследия. Дом, помимо культурного объекта, стал и наглядным пособием по правильной реставрации: на фасаде — рядом новые и старые доски, в декоре — восстановленные и оригинальные фрагменты.
В 2020 году проект был удостоен премии AD Design Award в номинации «Сохранение наследия».

## Дом со львом» в сентябре 2019 года

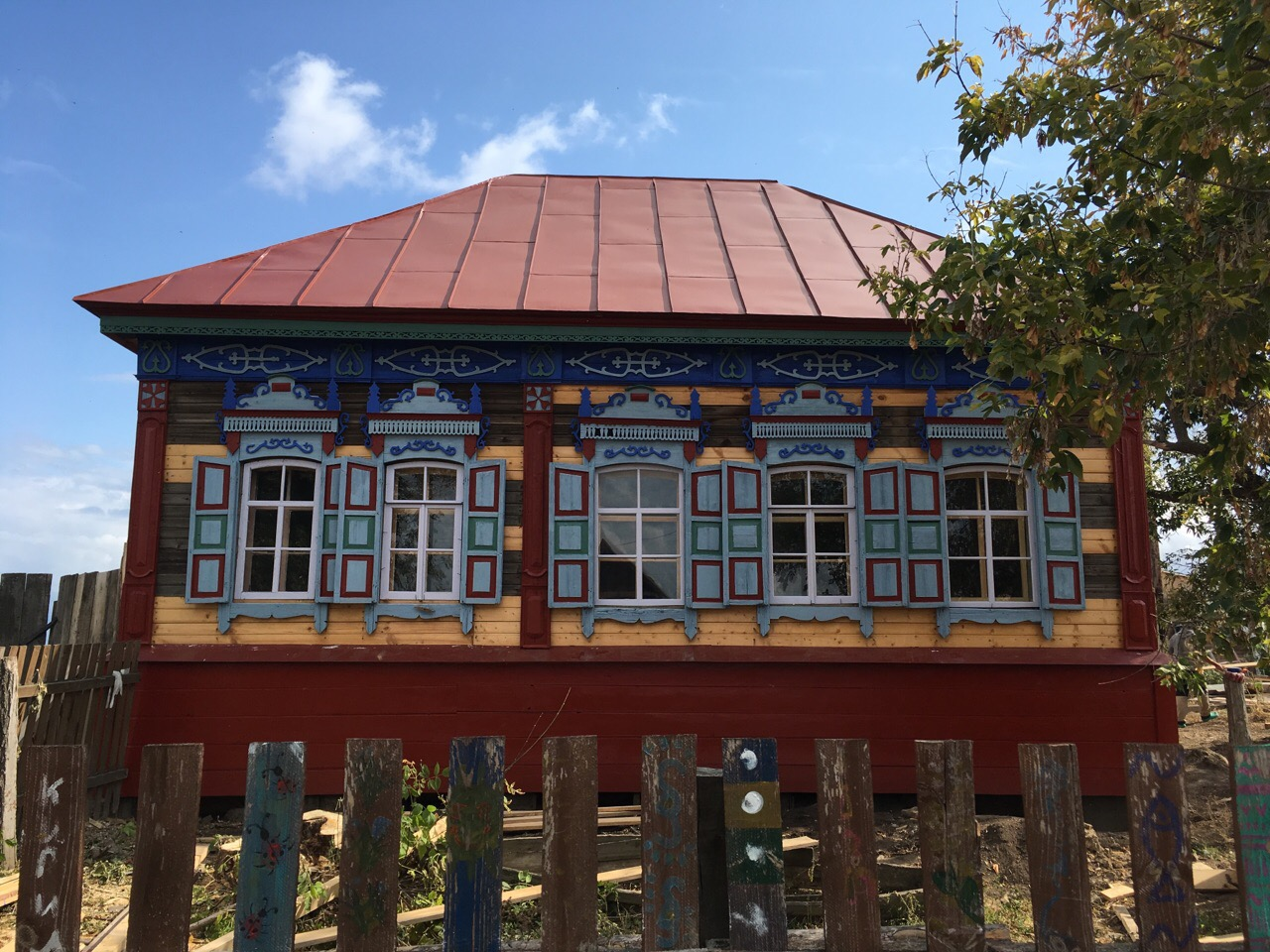
Основной фасад
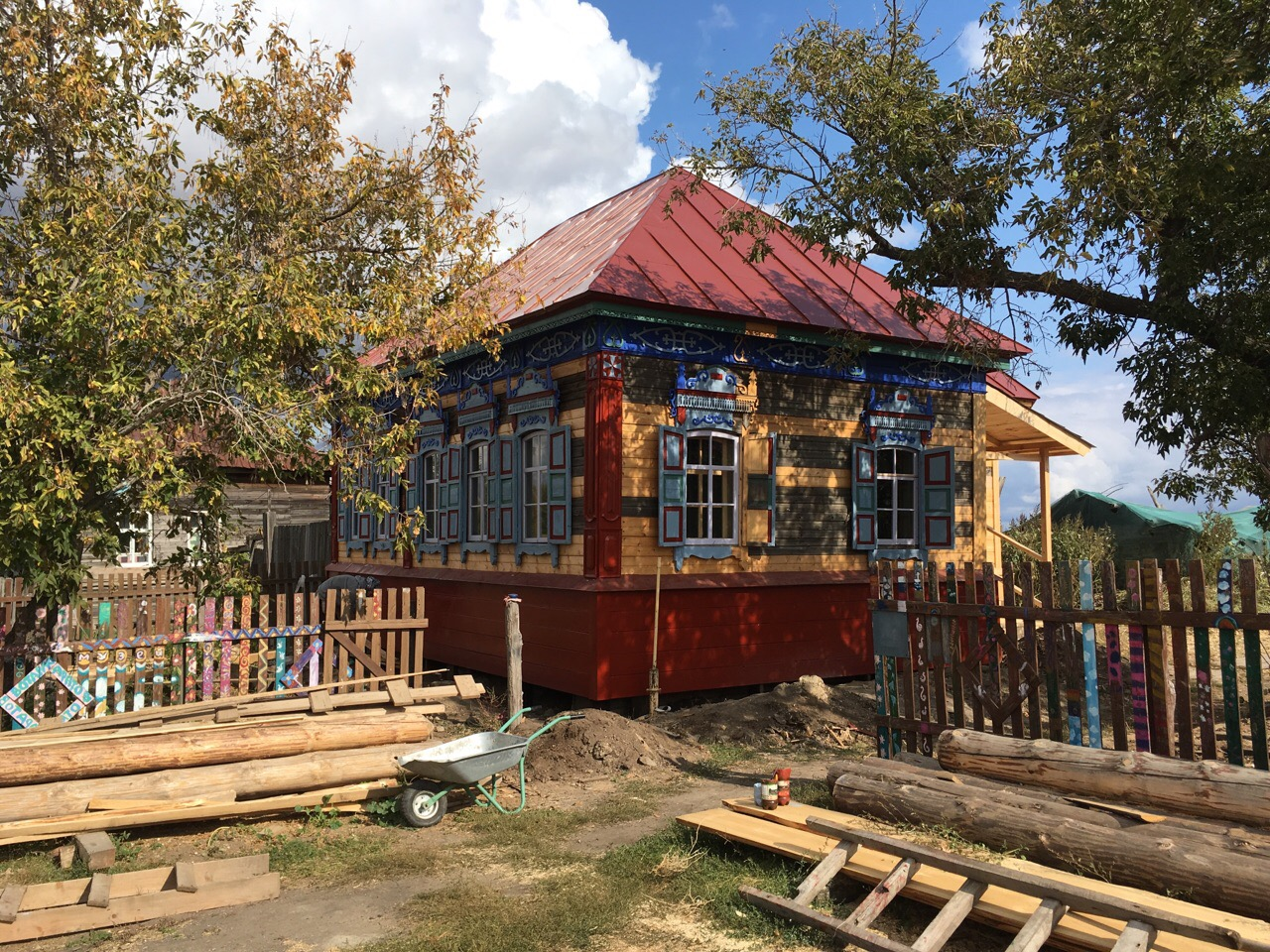
Левый боковой фасад
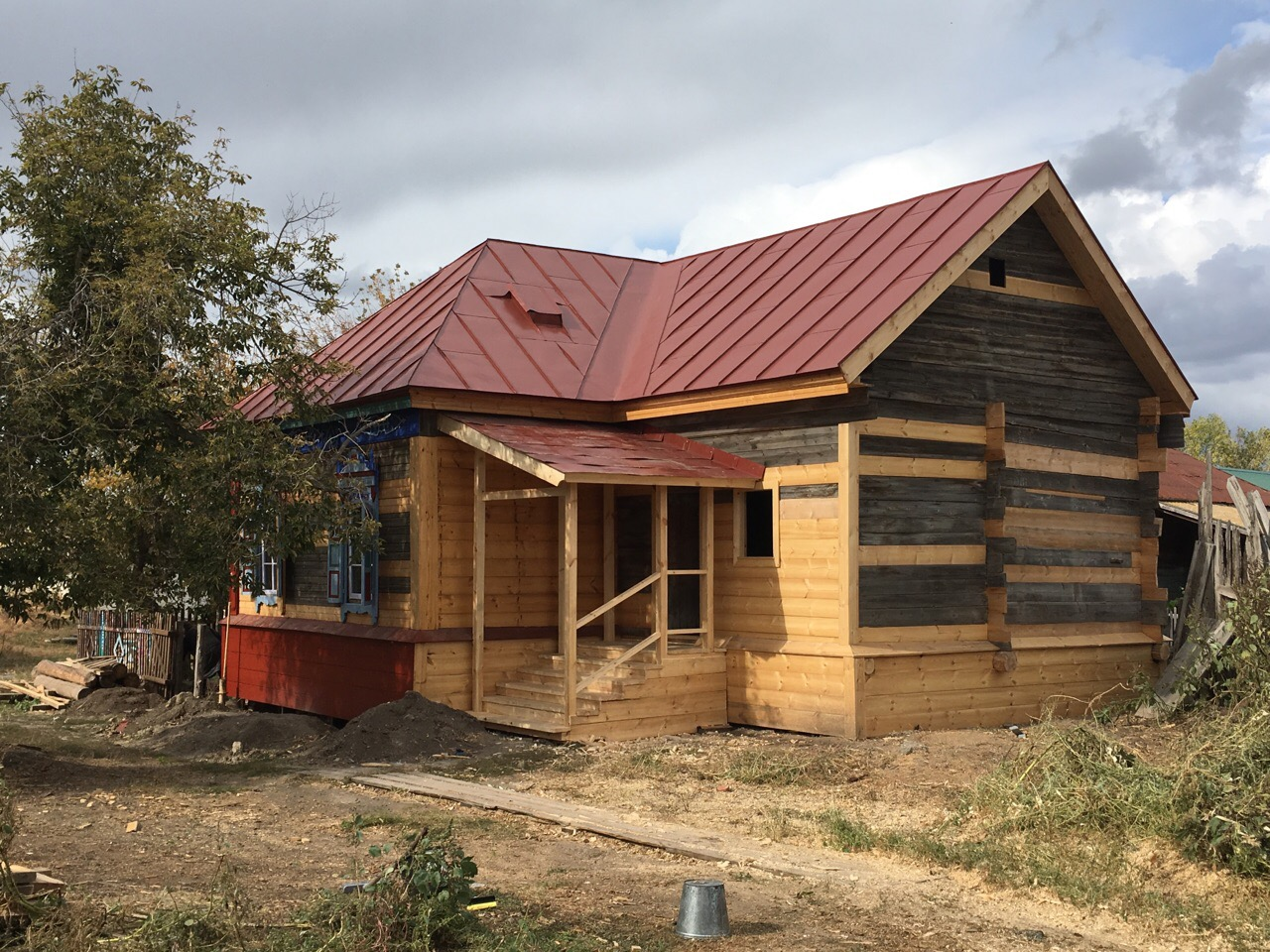
Задняя сторона, пристройка и крыльцо